# Dirección General de lo Consultivo
La Dirección General de lo Consultivo de España es el órgano directivo de la Abogacía General del Estado que dirige y coordina las competencias de asesoramiento jurídico que tiene asignadas la Abogacía General respecto de los órganos de la Administración General del Estado.
Además de esta función genérica, en concreto le compete prestar asesoramiento jurídico a los órganos centrales de la Administración General del Estado y, en su caso, a las entidades del sector público institucional estatal que tuvieran su sede en la Comunidad Autónoma de Madrid, salvo la emisión de los dictámenes reservados al Abogado General del Estado. Igualmente, es competente para emitir.

## Historia
Esta Dirección General nace tras la reforma de los servicios consultivos del Estado que se llevó a cabo en diciembre de 2022, siendo ministra de Justicia Pilar Llop.
Con esta reforma, se consolidaba la denominación de «Abogacía General del Estado» que desde el año 2000 fue ganando peso frente a «Dirección del Servicio Jurídico del Estado». Además de esto, se crearon dos nuevas direcciones generales que gestionarían las dos áreas de trabajo principales de la Abogacía del Estado: el asesoramiento y la defensa jurídica. Para el primero de los aspectos se creó la Dirección General de lo Consultivo, a la que se adscribieron las Abogacías del Estado en los departamentos ministeriales, la Subdirección General de Informes, y la Subdirección General de Coordinación y Apoyo a los Servicios Consultivos.

## Estructura
La Dirección General de lo Consultivo se estructura como sigue:
- La Subdirección General de Coordinación y Apoyo de los Servicios Consultivos, a la que le corresponde:
  - Impartir las instrucciones y los criterios generales para los órganos y unidades que integran la Abogacía General del Estado, los Abogados del Estado, las personas habilitadas como sustitutos de los mismos y el restante personal de aquélla, que fueran precisos para asegurar la calidad, eficacia, eficiencia y unidad de doctrina en el desarrollo de las funciones consultivas, y establecer y supervisar, con ese mismo objetivo, los mecanismos de coordinación que considere oportunos para asegurar la identificación, el seguimiento y el tratamiento uniforme y adecuado de los asuntos que sean propios de dichas funciones consultivas, sin perjuicio de las competencias atribuidas a la Subdirección General de Asuntos Constitucionales y Derechos Humanos y a la Subdirección General de Asuntos de la Unión Europea e Internacionales.
  - Resolver las consultas que le pudieran ser elevadas por otros órganos y unidades de la Abogacía General del Estado en el desarrollo de la función consultiva.
  - Resolver las situaciones de discrepancia de criterios entre órganos y unidades de la Abogacía General del Estado, en el desarrollo de la función consultiva.
- La Subdirección General de Informes, a la que le corresponde:
  - Elaborar y proponer los dictámenes, informes, propuestas y recomendaciones que hayan de ser emitidos por el Abogado General del Estado, salvo los referidos a la constitucionalidad de anteproyectos y proyectos, a solicitud del Gobierno de la Nación o alguno de sus miembros, así como sobre aquellos anteproyectos o proyectos que puedan afectar a la Abogacía General del Estado, su organización, funcionamiento y régimen de actuaciones.
  - Elaborar los dictámenes, informes y propuestas que hayan de ser emitidos por el director general de lo Consultivo, salvo en lo referente a garantizar la unidad de doctrina o distribución del trabajo, que es competencia exclusiva del director general.
- Las Abogacías del Estado en los departamentos ministeriales, existentes en todos los departamentos ministeriales menos en el Ministerio de Defensa, a las que les corresponde prestar el asesoramiento jurídico del respectivo departamento, salvo la emisión de los dictámenes que corresponda al Abogado General del Estado o al director general de lo Consultivo. También son responsables de garantizar la adecuada comunicación entre los órganos del respectivo Ministerio y los órganos y unidades de la Abogacía General del Estado encargados de la representación y defensa judicial de sus intereses.

## Director general
El director general de lo Consultivo es nombrado y separado por Real Decreto del Consejo de Ministros, a propuesta del ministro de Justicia y previo informe del abogado general del Estado, de entre los miembros del Cuerpo de Abogados del Estado.
Al director general le compete:
- Emitir los informes que, en atención a su especial transcendencia, le fueran encargados por el Abogado General del Estado o solicitados por las personas titulares de las Subsecretarías, Secretarías Generales, Direcciones Generales y órganos de gobierno de las entidades del sector público institucional estatal a las que la Abogacía General del Estado preste asistencia jurídica.
- Dirigir, supervisar y coordinar, al objeto de garantizar la unidad de doctrina, la elaboración de los informes por la Subdirección General de Coordinación y Apoyo de los Servicios Consultivos y por la Subdirección General de Informes, así como distribuir entre ambas unidades el despacho de los asuntos en atención a su naturaleza, especialización requerida, volumen de trabajo y demás circunstancias que considere precisas para el mejor funcionamiento de la Dirección General de lo Consultivo.
- Resolver los recursos de alzada que se interpongan contra los actos que declaren la invalidez o la insuficiencia de los documentos presentados para acreditar la personalidad o la representación.

### Lista de directores generales
- Elena Marina Rodríguez Ramalle (2023-).[3]